# Фатсия
Фа́тсия (лат. Fatsia) — олиготипный род двудольных цветковых растений, включённый в семейство Аралиевые (Araliaceae).

## Название
Научное название рода было впервые использовано в 1854 году французскими ботаниками Жозефом Декеном и Жюлем Эмилем Планшоном. Оно образовано от японского названия типового вида рода, фатсии японской.

## Ботаническое описание
Фатсии — маловетвящиеся вечнозелёные кустарники или небольшие деревья. Листья собраны на концах веточек, кожистые, в очертании пальчато-рассечённые на 7—11 долей, с зазубренным краем.
Цветки собраны в состоящее из зонтиков метёльчатое соцветие на конце ствола. Большинство цветков обоеполые, однако иногда встречаются и только тычиночные цветки. Прицветники крупные, опадающие. Чашечка с зубчатым краем. Венчик разделён на 5 свободных лепестков белого цвета. Тычинки в количестве пяти. Завязь 3—10-гнёздная.
Плод — костянка с 3—10 семенами, при созревании становящаяся сине-чёрной.

## Ареал
Два вида рода в естественных условиях распространены в Японии, один — эндемик Тайваня. Типовой вид широко культивируется.

## Значение и применение
Фатсия японская часто выращивается в качестве комнатного растения. Также кора этого растения используется в корейской народной медицине.
В начале XX века был создан межродовой гибрид между фатсией японской (Fatsia japonica) и плющом обыкновенным (Hedera helix), названный ×Fatshedera.

## Таксономия
|  |                                      |  |                                                         |                                                         |                     |  | ещё 6 семейств, в том числе Зонтичные и Смолосемянниковые (согласно Системе APG III) |                                                          |                                                          |        |
|  |                                      |  |                                                         |                                                         |                     |  |                                                                                      |                                                          |                                                          | 3 вида |
|  |                                      |  |                                                         | порядок Зонтикоцветные                                  |                     |  |                                                                                      |                                                          | род Фатсия                                               |        |
|  |                                      |  |                                                         | порядок Зонтикоцветные                                  |                     |  |                                                                                      |                                                          | род Фатсия                                               |        |
|  | отдел Цветковые, или Покрытосеменные |  |                                                         |                                                         | семейство Аралиевые |  |                                                                                      |                                                          |                                                          |        |
|  | отдел Цветковые, или Покрытосеменные |  |                                                         |                                                         |                     |  |                                                                                      |                                                          |                                                          |        |
|  |                                      |  | ещё 58 порядков цветковых растений (по Системе APG III) | ещё 58 порядков цветковых растений (по Системе APG III) |                     |  |                                                                                      | ещё 45 родов, в том числе Аралия, Шеффлера и Щитолистник | ещё 45 родов, в том числе Аралия, Шеффлера и Щитолистник |        |
|  |                                      |  |                                                         | ещё 58 порядков цветковых растений (по Системе APG III) |                     |  |                                                                                      |                                                          | ещё 45 родов, в том числе Аралия, Шеффлера и Щитолистник |        |

### Синонимы
- Boninofatsia Nakai, 1924
- Diplofatsia Nakai, 1924

### Виды
- Fatsia japonica (Thunb.) Decne. & Planch., 1854 — Фатсия японскаяtypus
- Fatsia oligocarpella Koidz., 1918
- Fatsia polycarpa Hayata, 1908 — Фатсия многоплодная